# Pınarhisar
Pınarhisar là một huyện thuộc tỉnh Kırklareli, Thổ Nhĩ Kỳ. Huyện có diện tích 576 km² và dân số thời điểm năm 2007 là 20338 người, mật độ 35 người/km².